# Jessica Stroup

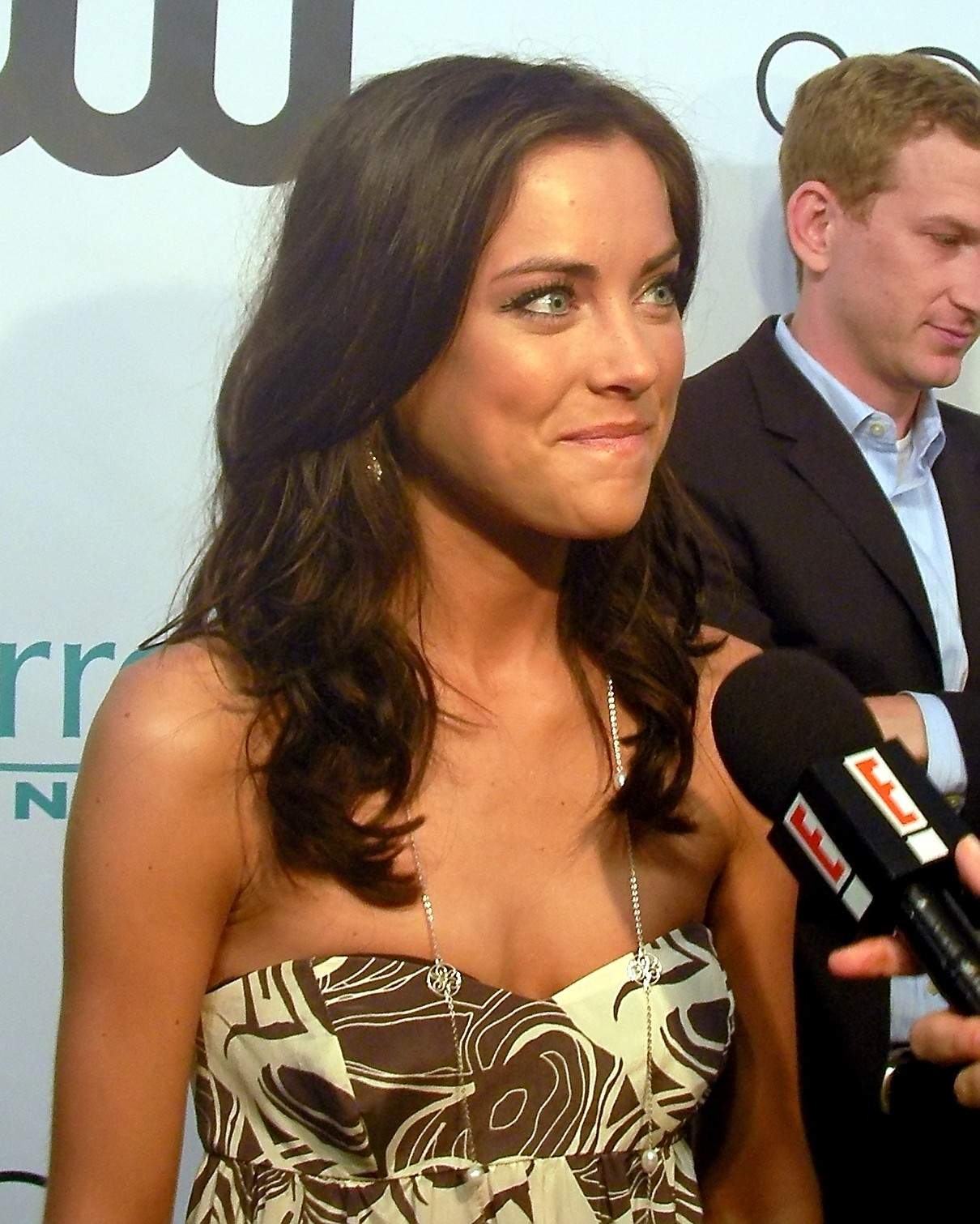
Jessica Stroup w 2008

Jessica Leigh Stroup (ur. 23 października 1986 w Anderson) – amerykańska aktorka i modelka. Grała między innymi w filmach Ted, Jack Reacher: Nigdy nie wracaj, oraz serialach The Following, Iron Fist.

## Życiorys
Stroup urodziła się w Anderson (Karolina Południowa), ale dzieciństwo spędziła w Charlotte (Karolina Północna). Koleżanką jej matki była Miss North Carolina i zachęciła Jessicę do bycia modelką. Jessica ukończyła Providence High School w 2004 roku. Jako 17-latce zaoferowano jej stypendium w University of Georgia, ale odmówiła, aby zacząć karierę aktorską. Potem przeprowadziła się do Los Angeles, gdzie obecnie mieszka. Prywatnie związana z Dustinem Milliganem.

## Kariera
Stroup zaczęła karierę modelki w wieku 15 lat, a aktorki w wieku 18 lat. Pierwszą rolę dostała na stacji Nickelodeon w serialu młodzieżowym Nieidealna. Następnie Stroup dostała małą rolę w CBS TV movie Vampire Bats. Również dostała główną rolę w filmie Southern Comfort. Jessica miała zagrać Zoe w Koszmarze kolejnego lata, ale musiała odmówić ze względu na inne plany. Zgodnie z IMDb, Stroup poszła na audycje do horroru Prima aprilis (2008). W 2008 dołączyła do 90210 jako Erin Silver, młodsza siostra Davida Silvera i Kelly Taylor.
W 2007 zagrała w dalszym ciągu filmu Wzgórza mają oczy. W 2008 roku zagrała w przeróbce filmu Bal maturalny jako Claire. Pojawiła się również w filmie Poza kontrolą i Te święta.

## Filmografia
Filmy fabularne
- 2016: Jack Reacher: Nigdy nie wracaj jako por. Sullivan
- 2012: Ted jako Tracy
- 2009: Informers jako Rachel
- 2009: Powrót do domu jako Elizabeth Mitchum
- 2008: Bal maturalny jako Claire
- 2007: Wzgórza mają oczy 2 jako szeregowy Amber Johnson
- 2007: Te święta jako Sandy Whitfield
- 2006: Poza kontrolą jako Sara
- 2006: Pozostawiona w ciemności jako Justine
- 2006: W pogoni za świtem jako Ashley
- 2006: Szkoła dla drani jako żona Eliego
- 2006: Southern Comfort jako Lindy
- 2005: Krwiożercze wampiry jako Eden

Seriale telewizyjne
- 2017: Iron Fist jako Joy Meachum
- 2014–2015: The Following jako Max Hardy
- 2011: Marcy jako Jessica
- 2011–2013: Głowa rodziny jako Denise
- 2008–2013: 90210 jako Erin „Silver” Silver
- 2008: Czysta krew jako Kelly (gościnnie)
- 2007: Żniwiarz jako Cady Hanson
- 2007: Powrót na October Road jako Taylor (gościnnie)
- 2007: Chirurdzy jako Jillian Miller (gościnnie)
- 2006: Zoey 101 jako dziewczyna (gościnnie)
- 2006: Girlfriends jako Riley (gościnnie)
- 2005: Nieidealna jako Fredericka (gościnnie)